# Gorna Beszowica
Gorna Beszowica (bułg. Горна Бешовица) – wieś w Bułgarii, w obwodzie Wraca, w gminie Mezdra. Według danych szacunkowych Ujednoliconego Systemu Ewidencji Ludności oraz Usług Administracyjnych dla Ludności, 15 września 2023 roku miejscowość liczyła 149 mieszkańców.

## Historia
Na zachód od wsi odkryto pozostałości osady neolitycznej, odkryte zupełnie przypadkowo podczas wykopalisk pod ścianę zapory. Znaleziono narzędzia krzemienne i kamienne oraz naczynia gliniane pomalowane wielobarwną ochrą ziemną. Centrum dzisiejszej wsi Gorna Beszowica leży na warstwie kulturowej wielowiekowej osady trackiej. W czasach panowania rzymskiego część trackich mieszkańców tej osady służyła jako najemnicy w armii rzymskiej. Na południe od wioski, na wzgórzu Gradiszte, znajdują się ruiny starożytnej twierdzy, która była używana również w bułgarskim średniowieczu. Dokument osmański z połowy XV wieku podaje, że część mieszkańców wsi była żołnierzami. Jako żołnierze figurowali w metrykach osmańskich z 1548 r. Ciekawostką są starożytne nazwiska osobowe, które świadczą o tym, że we wsi znajdowała się cerkiew i pop już w XVI wieku. Obecna cerkiew została zbudowana w 1863 roku, posiada oryginalne kamienne płaskorzeźby, którymi ozdobiona jest jego kamienna fasada, a ikonostas i ikony zostały namalowane przez miejscowego mistrza malarza.

## Osoby związane z miejscowością

### Urodzeni
- Iwan Funew (1900–1983) – bułgarski rzeźbiarz